# Fatima Jibrell
Fatima Jibrell (30 de diciembre de 1947, somalí: Fadumo Jibriil, arabé: فاطمة جبريل), es una cineasta, activista y ecologista somalí.
Nació en una familia de pastores nómadas de Somalia.
Estudió en la Universidad de Connecticut y en la Universidad de Damasco.
Ha recibido varios galardones por sus acciones a favor de la ecología. Fue galardonada con el Premio Goldman en 2002.
En 2008, que también ganó el Premio National Geographic Society y el Programa de las Naciones Unidas para el Medio Ambiente le otorgó el 
Premio Campeones de la Tierra.